# 台北市 (省轄市)
台北市（タイペイ/たいほく-し、繁体字中国語: 臺北市/台北市、英語: Taipei City）は、かつて中華民国台湾省に存在した省轄市。

## 沿革
日本統治時代、台北市は台北州に属していた。1945年10月25日（昭和20年/民国34年）の台湾光復後、台北市は台湾省の省轄市（現：市）に再編され、台北市政府が建成小学校に設置された。また、台湾省政府も台北市に設置された。省政府は1957年（民国46年）に台北市から南投県南投市中興新村に移転した。1949年（民国38年）に中華民国政府が台湾へ移転して以降、台北は中華民国の首都や台湾の政治・経済の中心地として急速に人口が増加した。1962年（民国51年）には「市組織法」の院轄市（現：直轄市）設置要件を満たし、1967年（民国56年）に院轄市に昇格した。

### 市域の拡大
1967年7月1日の院轄市への昇格に伴い、台北市の市域の拡大について協議が始まった。 台北市が新たに編入する範囲として以下のような案が挙げられ、中央政府、台北県（現：新北市）と協議を重ねた結果、最終的に行政院の乙方案が採用され、1968年7月1日に編入が行われた。

#### 内政部方案
方案1
市域の拡大を行わない。
方案2
- 陽明山管理局：全域
- 台北県：内湖郷、南港鎮、永和鎮、三重市

方案3
- 陽明山管理局：全域
- 台北県：内湖郷、南港鎮、木柵郷、景美鎮、新店鎮、永和鎮、中和郷、板橋鎮、新荘鎮、三重市、淡水鎮、三芝郷、石門郷、金山郷

方案4
- 陽明山管理局：全域
- 台北県：内湖郷、南港鎮、木柵郷、景美鎮、新店鎮、永和鎮、中和郷、板橋鎮、新荘鎮、三重市、淡水鎮、三芝郷、石門郷、金山郷、万里郷、汐止鎮、深坑郷、土城郷、蘆洲郷、五股郷、泰山郷、八里郷、林口郷

方案5
- 陽明山管理局：全域
- 台北県：全域

#### 行政院方案
甲方案
- 陽明山管理局：全域
- 台北県：全域
- 基隆市：全域
- 桃園県：全域
- 宜蘭県：全域

乙方案
陽明山管理局：全域
台北県：内湖郷、南港鎮、木柵郷、景美鎮

#### 台北市議会方案
甲方案
- 陽明山管理局：全域
- 台北県：内湖郷、淡水鎮

乙方案
- 陽明山管理局：全域
- 台北県：内湖郷、汐止鎮北部、木柵郷、景美鎮、淡水鎮、三芝郷、石門郷、金山郷、萬里郷

## 行政区画

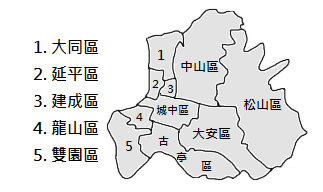
台北市の行政区画（1946年 - 1968年）

1945年（民国34年）11月1日に台北市は台湾省の省轄市に再編されたが、市の下に存在した61の区は日本統治時代の区分のまま変更されなかった。
1946年（民国35年）2月8日、台北市政府は市内の61区を以下の10区に再編した。
- 松山区
- 大安区
- 古亭区
- 双園区
- 竜山区
- 城中区
- 建成区
- 延平区
- 大同区
- 中山区

## 人口
以下は1966年（民国55年）の台湾人口普査における各区の人口である。
| 区名   | 面積 （km²） | 人口 （人） | 人口密度 （人/km²） |
| ------ | ------------ | ----------- | ------------------- |
| 松山区 | 20.75        | 124,656     | 6,008               |
| 大安区 | 10.57        | 170,974     | 16,175              |
| 古亭区 | 6.70         | 153,708     | 22,941              |
| 双園区 | 5.23         | 101,518     | 19,411              |
| 竜山区 | 1.36         | 72,829      | 53,551              |
| 城中区 | 3.89         | 78,009      | 20,054              |
| 建成区 | 0.76         | 58,616      | 77,126              |
| 延平区 | 1.22         | 61,596      | 50,489              |
| 大同区 |              | 106,415     |                     |
| 中山区 |              | 190,531     |                     |
| 台北市 | 66.9872      | 1,118,852   | 16,702              |

## 歴代市長

### 地方自治実施前
| 代   | 氏名   | 写真 | 所属政党   | 在任期間                      |
| ---- | ------ | ---- | ---------- | ----------------------------- |
| 1    | 黄朝琴 |      | 中国国民党 | 1945年11月1日 - 1946年3月1日  |
| 2    | 游弥堅 |      | 中国国民党 | 1946年3月1日 - 1950年2月6日   |
| 3    | 呉三連 |      | 無所属     | 1950年2月6日 - 1950年11月13日 |
| 代理 | 項昌権 |      | 無所属     | 1950年11月13日 - 1951年2月1日 |

### 地方自治実施後
| 代   | 期 | 氏名   | 写真                         | 所属政党   | 在任期間                       |
| ---- | -- | ------ | ---------------------------- | ---------- | ------------------------------ |
| 1    | 1  | 呉三連 |                              | 無所属     | 1950年2月1日 - 1954年6月2日    |
| 2    | 2  | 高玉樹 |                              | 無所属     | 1954年6月2日 - 1960年6月2日    |
| 3    | 3  | 黄啓瑞 |                              | 中国国民党 | 1957年6月2日 - 1960年6月2日    |
| 3    | 4  | 黄啓瑞 | 1960年6月2日 - 1961年8月22日 | 中国国民党 |                                |
| 代理 | 4  | 周百錬 |                              | 中国国民党 | 1961年8月22日 - 1963年12月14日 |
| 3    | 4  | 黄啓瑞 |                              | 中国国民党 | 1963年12月24日 - 1964年6月2日  |
| 4    | 5  | 高玉樹 |                              | 無所属     | 1964年6月2日 - 1967年6月30日   |